# Bill Orban (Sportwissenschaftler)

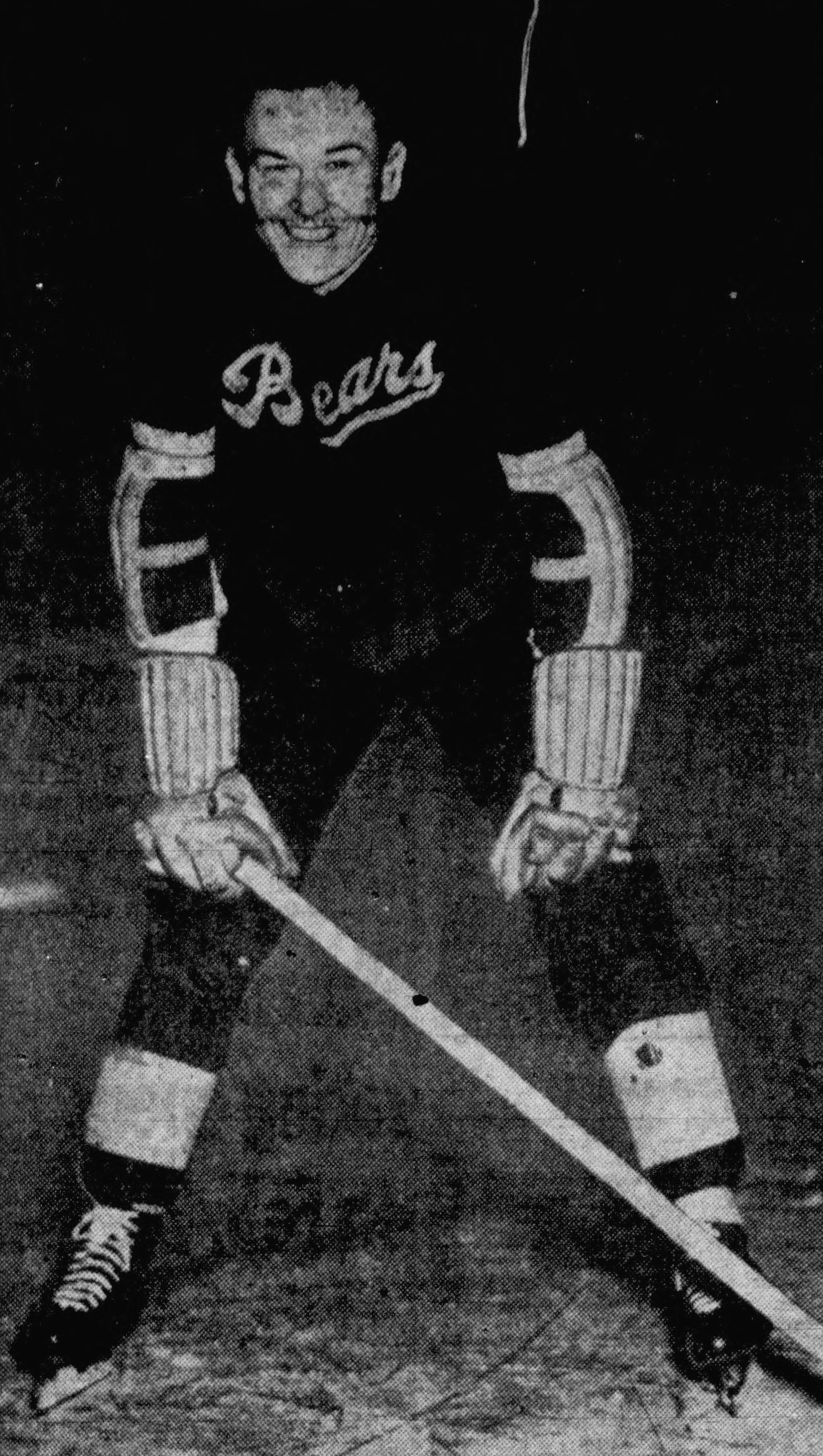
Bill Orban als Mitglied des Eishockeyteams der Universität Berkley, ca. 1942

Bill Orban (* 21. April 1921 in Regina, Saskatchewan; † 18. Oktober 2003 in Ottawa, Ontario) war ein kanadischer Sportwissenschaftler.

## Biografie
Bill Orban wurde als Sohn ungarischer Einwanderer geboren. In seiner Jugend spielte er aktiv American Football bei den Regina Roughriders und später bei den Winnipeg Blue Bombers. Er studierte an University of California in Berkeley (Kalifornien) und an der McGill University in Montréal Sportdidaktik und Bewegungswissenschaft und promovierte an der University of Illinois. 1956 bis 1958 arbeitete er bei der Royal Canadian Air Force, wo er den bekannten 5BX-Trainingsplan entwickelte. 1958 bis 1966 war er Dekan der Fakultät für Sportdidaktik an der University of Saskatchewan und 1968 bis 1976 leitete er die Fakultät für menschliche Bewegungswissenschaft an der University of Ottawa, wo er bis 1987 als Professor tätig war.
Bill Orban erlag am 18. Oktober 2003 einem Krebsleiden.